# Theodor Blätterbauer

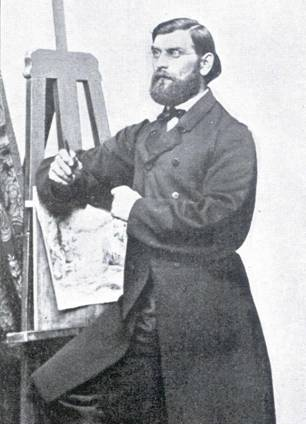
Theodor Blätterbauer (1823–1906)

Theodor Bernhard Rudolf Blätterbauer (* 24. Dezember 1823 in Bunzlau; † 30. Juni 1906 in Liegnitz) war ein deutscher Maler, Grafiker und Zeichenlehrer der Liegnitzer Ritterakademie. Er zählt zu den wichtigsten Landschaft- und Architekturzeichnern Schlesiens Ende des 19. Jahrhunderts.

## Biographie

### Jugend und Schule

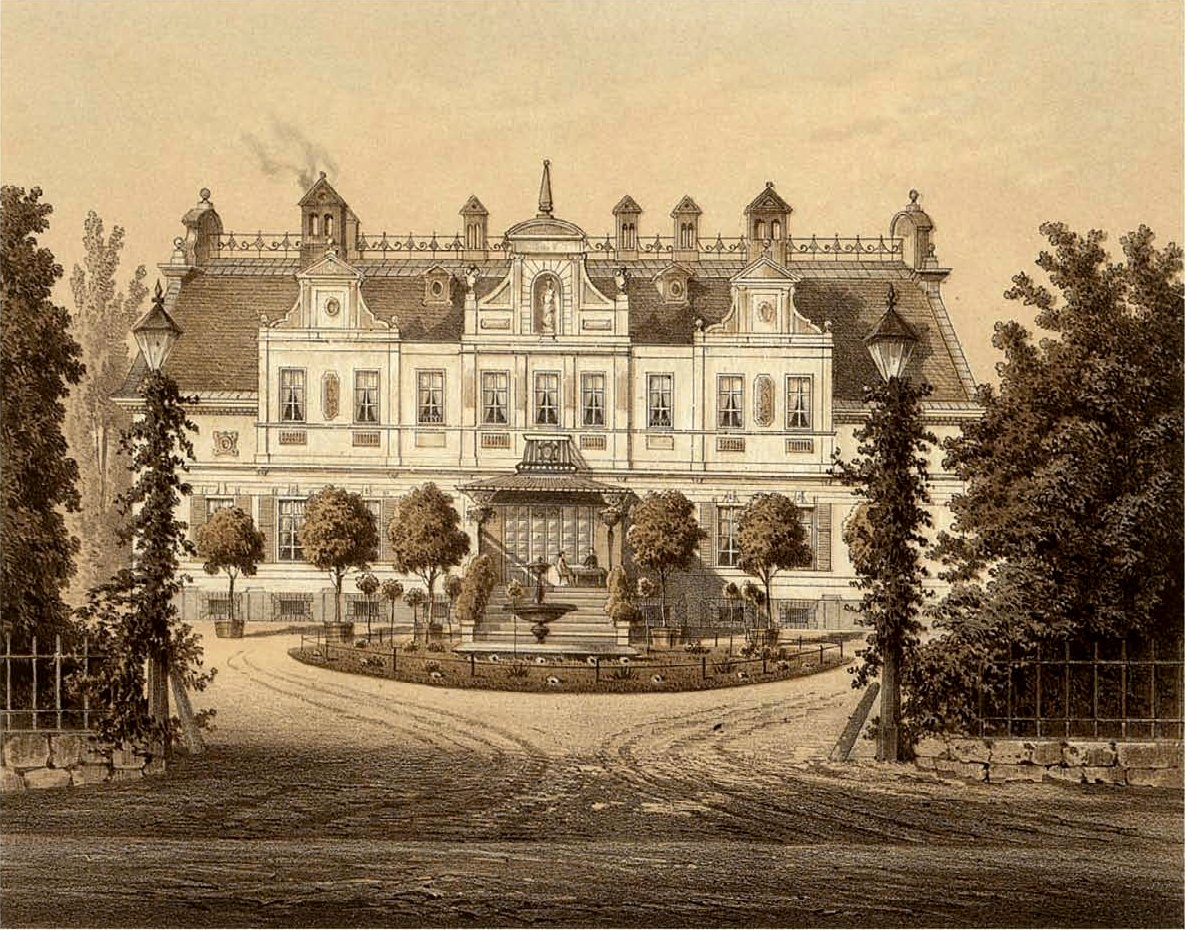
Schloss Rauschendorf von Theodor Blätterbauer

Theodor Bernhard Rudolf Blätterbauer wurde Heiligabend 1823 in Bunzlau als Sohn des Kaufmanns Johannes Norbert Blätterbauer (geboren in Wodnian, Böhmen) und seiner Frau Dorothea, geb. Seidel (geboren in Sagan), geboren. Er verbrachte seine ersten Lebensjahre allein mit der Mutter bei der verwitweten Großmutter in Sagan. Seine ersten fünf Schuljahre verbrachte Blätterbauer bei Verwandten in Reitwein, Kreis Lebus, bis ihn sein Vater nach Prag holte. Durch den Besuch einer privaten Zeichenschule erhielt er erstmals eine künstlerische Förderung, die ab 1835 in Reichenberg durch weiteren Privatunterricht fortgesetzt wurde. Wenig später trennten sich die Eltern und Mutter und Sohn zogen wieder nach Schlesien zu Verwandten in Quaritz, Kreis Glogau.

### Ausbildung
Im Jahre 1838, nach dem Abschluss der Schule in Frankfurt (Oder), wurde er gegen seinen Willen zum Instrumentenbauer Vogel in Glogau in die Lehre geschickt. Früh wechselt er aber das Fach und führte beim Buchbinder Kreuz seine Lehrzeit weiter. Bis 1842 bildete sich Blätterbauer durch Kopieren von Bildern autodidaktisch weiter. Hierbei diente ihm unter anderem Ludwig Richter (1803–1884) als Vorbild. 1843/44 verbrachte er seinen Militärdienst.

### Studien

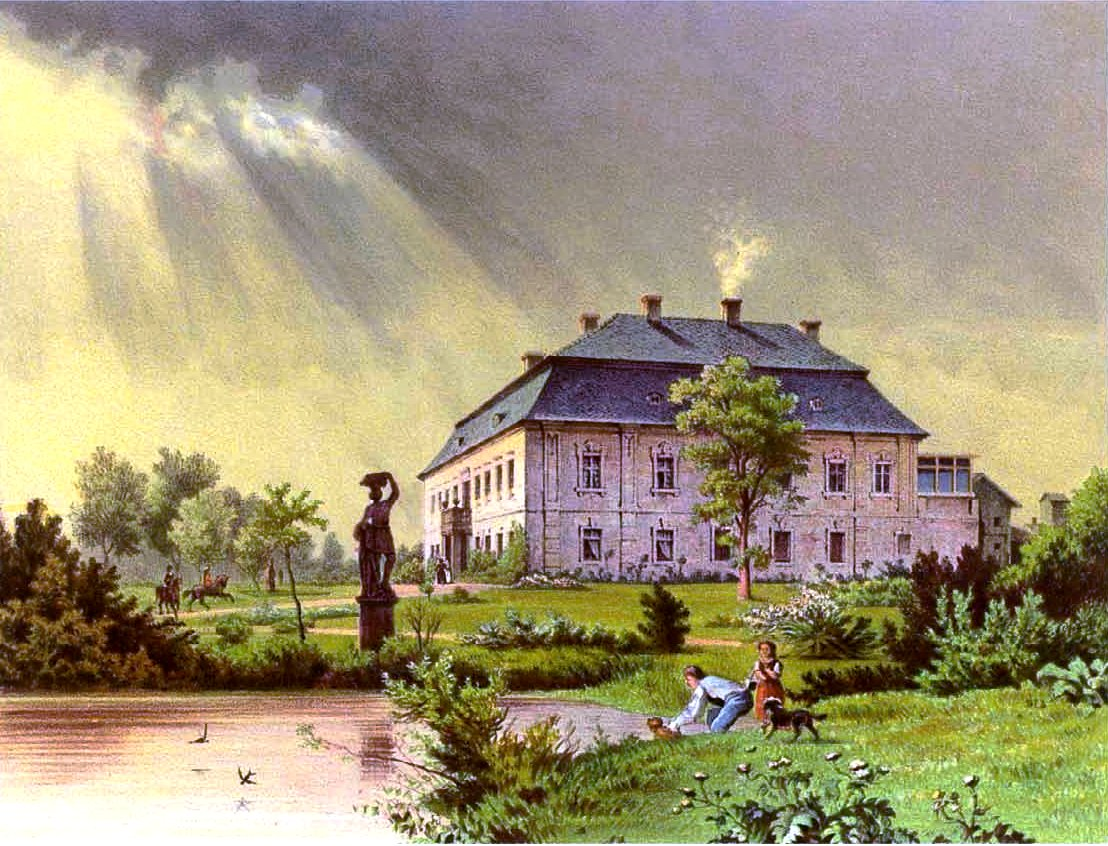
Schloss in Langendorf von Theodor Blätterbauer

Durch die finanzielle Unterstützung seines Vaters hielt er sich 1845/46 in München auf, wo er sich weiter künstlerisch betätigen konnte. Neue Erfahrungen sammelte er auf einer Reise 1846/47, die ihn über Ungarn bis nach Belgrad und von dort Donau aufwärts wieder zurück nach München führte. 1848/49 wurde er an der Kunstakademie München angenommen. Hier besuchte er unter anderem die Antikenklasse, welches durch eine erhaltene Urkunde, unterschrieben vom Direktor Wilhelm von Kaulbach (1805–1874) belegt wird. Seine Lehrer während dieser Zeit waren Raps, Ferdinand Stademann und Julius Lange (1817–1878). Eine Reise in die Alpen bildete den Abschluss seiner Studien.

### Arbeiten
1849 ließ er sich als junger Künstler im schlesischen Glogau als freischaffender Kunstmaler nieder. Hier heiratete er die verwitwete Tochter des Glogauer Hotelbesitzers Petermann.
Durch eine Weiterbildung zum Zeichenlehrer, die er 1853 an der Berliner Bauakademie absolvierte, konnte Blätterbauer 1854 die Stellung eines Lehrers an der Königlichen Ritterakademie in Liegnitz annehmen. Nebenbei unterrichtete an der Provinzialgewerbeschule, erteilte Privatstunden und lehrte an der Handwerker-Fortbildungsschule Liegnitz. Während dieser Zeit beteiligte er sich wiederholt an Ausstellungen in Berlin, Breslau, Dresden, Leipzig, Hamburg und Antwerpen.

### Werke

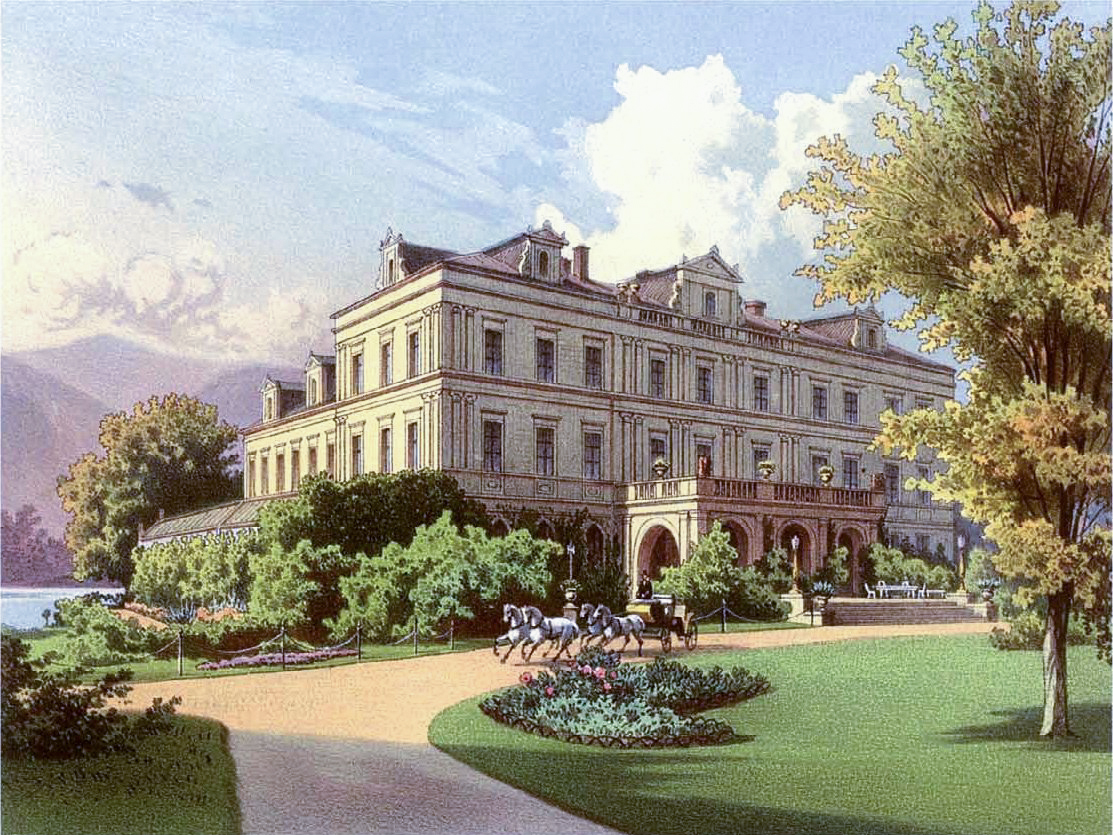
Schloss Weigelsdorf von Theodor Blätterbauer

Durch Buchillustrationen wurde er bekannt. Er arbeitete häufig eng mit dem befreundeten Glogauer Verleger Carl Flemming zusammen. Jährliche Studienreisen durch Schlesien, nach Italien, in die Alpen und an den Rhein gaben Blätterbauer die Vorlagen. Seine Landschafts- und Architekturzeichnungen besaßen eine romantische Stimmung. Auch besaß er eine deutliche Vorliebe für die Darstellung mittelalterlicher Bauwerke. Trotz alledem war er in Liegnitz selbst lange Zeit eher unbekannt. Erst 1898 folgte die Ernennung zum Professor durch den preußischen Minister der geistlichen, Unterrichts- und Medizinalangelegenheiten.
Er schuf hunderte von Zeichnungen und Aquarellen mit Ansichten schlesischer Städte und Landschaften, zahlreiche Ölgemälde sowie kalligraphische Arbeiten für schlesische Vereine in seiner Schaffenszeit. Der dokumentarische Wert seiner Stahlstiche, Lithographien und Holzschnitte diente als Illustrationen für bedeutsame Bildwerke wie Alexander Dunckers groß angelegte Edition über die ländlichen Wohnsitze der preußischen Aristokratie oder Franz Schrollers dreibändige Ausgabe über Schlesien.

### Tod

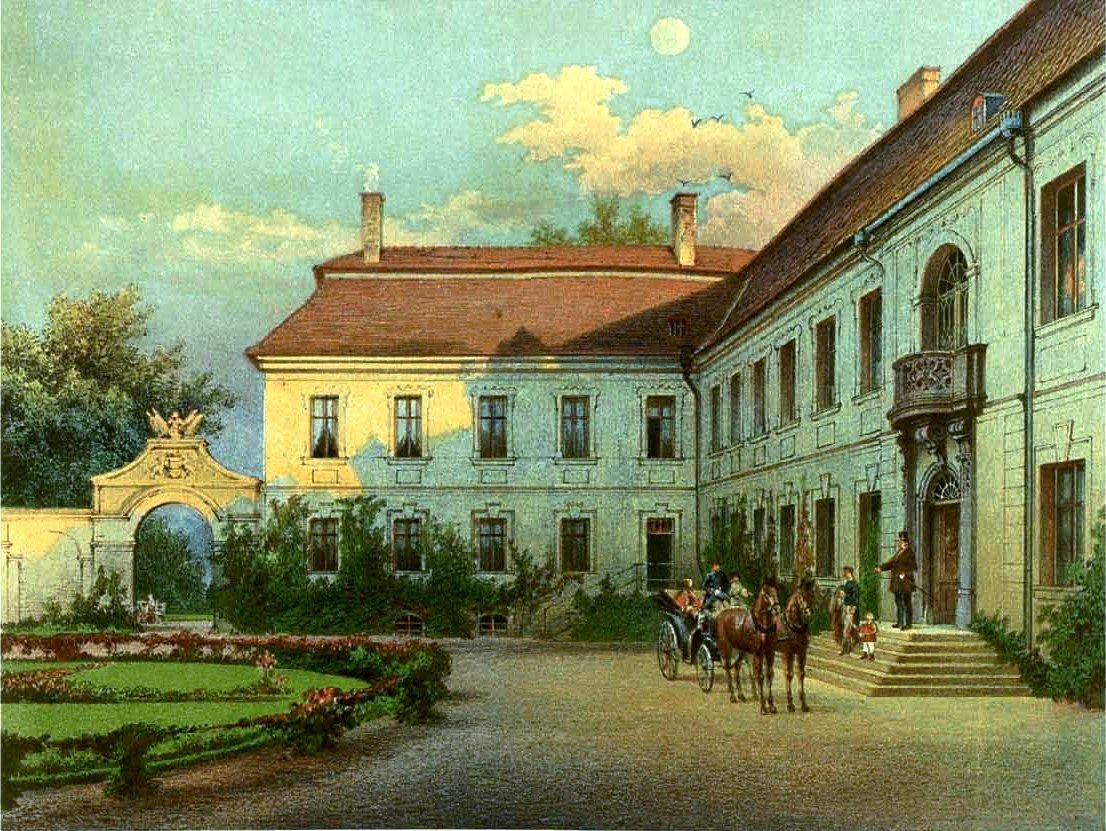
Schloss Loewen von Theodor Blätterbauer

Blätterbauer wurde 1905 durch einen Schlaganfall gelähmt und starb 1906.

### Nachlass
Große Teile seiner Werke waren durch testamentarische Verfügung in die Sammlung des Museums für Kunstgewerbe und Altertümer in Breslau übergegangen. Weitere Teile befanden sich im Liegnitzer Rathaus, welches auch ein Museum Blätterbauer-Zimmer mit Teilen seines Ateliers enthielt. Heute finden sich wertvolle Dokumente zu seinem Leben im Staatsarchiv von Liegnitz. Seltene Originalarbeiten sind neben dem Liegnitzer Museum ebenso im Nationalmuseum Breslau, im Kunstforum Ostdeutsche Galerie (Regensburg), im Schlesischen Museum zu Görlitz, in der Staatsbibliothek zu Berlin, in der Liegnitzer Sammlung Wuppertal und in Privatbesitz zu finden. Der große Teil seiner Werke ist aber nach dem Zweiten Weltkrieg verschollen und unbekannt.